# Харт, Гэри
Гэ́ри Харт (англ. Gary Hart, имя при рождении англ. Gary Warren Hartpence, 1936) — американский политик, сенатор США от штата Колорадо (1975—1987), участник президентских кампаний, юрист, писатель, публицист.

## Ранний период жизни
Родился в городке Оттава, штат Канзас в семье агента по сбыту сельскохозяйственных машин. В 1961 году поменял фамилию на Харт. Окончил школу в 1958 году и Юридическую школу Йельского университета в 1964 году. Исполнял должность окружного прокурора в 1964—1965 годах, принят в Коллегию адвокатов в 1965 году. Работал юридическим помощником в МВД США в 1965—1967 годах. Последующие годы занимался частной юридической практикой в штате Колорадо.

## Начало политической деятельности
В 1968 году Джордж Макговерн из Южной Дакоты провел пересмотр правил номинации кандидата от Демократической Партии, в чём помогал молодой юрист Гэри Харт. После успеха на внутренних партийных выборах. Харт возглавил избирательный штаб Макговерна на президентских выборах 1972 года. Макговерн победил на внутрипартийных выборах, но проиграл национальные.

## Сенатор
Харт дважды побеждал на выборах в сенат: 1974 и 1980 годах. Первый раз с большим перевесом, второй — с очень малым. Был членом нескольких комитетов сената.

## Участие в президентских выборах

### 1984
В этом году Харт до самого конца пытался обойти другого кандидата в президенты Мондейла, но всё-таки выдвинут не был. Против него сыграли относительная безвестность, смена фамилии, перемена года рождения, смена подписи, а также периодические расставания с женой Ли.

### 1988
Харт отказался от переизбрания в Сенат и покинул его, когда закончился его второй срок, с намерением снова баллотироваться в президенты. В январе 1987 года Харт стал явным лидером среди выдвиженцев от демократов на выборах 1988 года.
Харт официально выставил свою кандидатуру 13 марта 1987 года. Вскоре после этого стали распространяться слухи о внебрачной связи Харта. В интервью, опубликованном в The New York Times 3 мая 1987 года, Харт ответил на слухи репортёру Эжену Жозефу Дионну: «Следите за мной повсюду. Мне всё равно. Серьёзно. Если кто-то хочет устроить слежку за мной, вперёд. Будете разочарованы». Случайным образом совпало, что публикация этого вызова состоялась в один день с публикацией расследования газеты The Miami Herald о супружеской измене Харта по анонимной наводке, полученной на той же неделе. Двое репортёров из The Miami Herald уже находились у дома Харта и стали свидетелями того, как вечером 2 мая особняк Харта в Вашингтоне покинула молодая женщина. The Miami Herald опубликовало эту историю 3 мая, в один день с интервью, и скандал быстро стал распространяться по национальным СМИ. Харт и его союзники обвинили The Miami Herald в публикации неправильных суждений без доказательств. Харт заявил, что репортёры не следили за входом, и не могли видеть, как молодая женщина пришла и покинула дом. Репортер The Miami Herald летел в Вашингтон на одном самолёте с женщиной, в которой узнали 29-летнюю манекенщицу Донну Райс. Харта завалили вопросами о его взглядах на супружескую измену. Ли, его жена, поддержала мужа и отрицала его внебрачные отношения. Опрос избирателей на праймериз в Нью-Гэмпшире показал, что поддержка Харта снизилась вдвое с 32 % до 17 %, он уступил десять очков губернатору Массачусетса Майклу Дукакису.
5 мая 1987 газета The Miami Herald получила анонимное послание, что Харт провёл ночь в Бимини на яхте под названием Monkey Business с женщиной. В распоряжении газеты оказалась фотография, на которой Харт сидит на палубе яхты в майке с именем яхты и Донной Райс на коленях. Фотография была впервые опубликована на обложке National Enquirer 2 июня 1987 года. 8 мая 1987 года Харт снял свою кандидатуру. На пресс-конференции он обрушился с критикой на СМИ и заявил: «Я говорил, что согнусь, но не сломаюсь. И поверьте — я не сломлен». Опрос, проведённый Институтом Гэллапа показал, что почти две трети (64 %) опрошенных признали публикации в СМИ о частной жизни Харта «нечестными». Чуть больше половины (53 %) респондентов считали, что супружеская неверность и способность управлять страной на посту президента между собой мало связаны.
Не всех обличительная речь Харта впечатлила. Телеведущий Пол Слански отметил, что Харт пытался переложить вину с себя на СМИ, и что он не извинился за предательство перед сторонниками, которым теперь вдруг пришлось выбирать других кандидатов для своих голосов. Некоторые обозреватели заметили, что пресс-конференция вызывает воспоминания о «Последней пресс-конференции» Ричарда Никсона, на которой Никсон обвинил СМИ в своем поражении на губернаторских выборах в Калифорнии. Харт и правда получил 11 мая от самого Никсона похвалу за «хорошую работу в очень сложной ситуации».
Выйдя из гонки, Харт отправился в Ирландию, чтобы провести время с сыном вдали от СМИ. Он арендовал коттедж в Утерарде, но оставался в контакте со своей командой. СМИ сообщали о возможном возвращении в гонку. Газета The New York Times также отметила его странную амбивалентность в отношении президентства даже прежде, чем быть пойманным «системой»: «Только половина меня хочет быть президентом, другая половина хочет писать романы в Ирландии. Но те 50 процентов, что хотят быть президентом лучше, чем другие 50 %».
В декабре 1987 года Харт вернулся в гонку, заявив: «Пусть решит народ!» На праймериз в Нью-Гемпшире он набрал 4888 голосов, что соответствовало 4 %. После праймериз Супервторника, которые состоялись 8 марта 1988 года, Харт вторично вышел из президентской кампании.

## Последующая карьера
Харт вернулся к частной юридической практике, принимал участие в работе государственных комиссий таких, как «комиссия Харта-Рудмана по терроризму», созданная в 1998 году. В 2002 году прикидывал, поучаствовать ли вновь в президентской гонке. В итоге отстранился в пользу Джона Керри.
В 2001 году Харт защитил диссертацию и получил степень Ph.D, позднее профессорское звание в университете Колорадо.
Пишет статьи и художественные произведения (часть из них под псевдонимом Джон Блэкторн (англ. John Blackthorn)). Ведёт блог.
Проживал с женой Ли в Колорадо до ее смерти 9 апреля 2021 года.

## В кино
В 2018 году вышел фильм «Как не стать президентом», в котором роль сенатора Харта сыграл Хью Джекман.

## Сочинения
- Россия потрясает мир. Вторая русская революция и её воздействие на Запад = Russia Shakes the World: The Second Russian Revolution (1991). — М.: Новости, 1992. — 368 с. — ISBN 5-7020-73-X
- Restoration of the Republic: The Jeffersonian Ideal in 21st Century America. — Oxford University dissertation, 2002.
- James Monroe. — Times Books, 2005. — 192 p.

### Романы
- Durango (2012)
- I, Che Guevara (под псевдонимом Джон Блэкторн, 2000)
- Sins of the Fathers (под псевдонимом Джон Блэкторн, 1998)
- The Strategies of Zeus (1987)
- The Double Man (в соавторстве с Уильямом Коэном, 1985)